# Castelnovetto
Castelnovetto (lombardul: Castarnöv) település Olaszországban, Lombardia régióban, Pavia megyében. Lakosainak száma 514 fő (2023. január 1.). Castelnovetto Ceretto Lomellina, Cozzo, Nicorvo, Robbio, Rosasco és Sant’Angelo Lomellina községekkel határos.

## Népesség
A település lakossága az elmúlt években az alábbi módon változott:
| Lakosok száma | 588  | 568  | 514  |
|               | 2017 | 2018 | 2023 |